# Peter Manigault
Peter Manigault (né à Charleston (Caroline du Sud) le 10 octobre 1731 et mort à Londres le 12 novembre 1773), est un avocat, banquier, propriétaire de plantation et homme politique huguenot. Il est l'homme le plus riche des colonies britanniques d'Amérique du Nord au moment de sa mort.

## Biographie
Pierre Peter Manigault est né à Charleston le 10 octobre 1731 et fait partie d'une riche famille d'huguenots originaire de La Rochelle. Il est le fils du riche marchand Gabriel Manigault (en) (1704-1781), trésorier de la province de Caroline du Sud, et d'Ann Ashby (1705-1782).
Ses grands-parents paternels sont Judith (née Jetton-Gitton) Manigault et Pierre Manigault, un huguenot français natif de La Rochelle qui s'est installé dans la région de Santee et devient un prospère planteur de riz. Ses grands-parents maternels sont John Ashby et Constantia (née Broughton) Ashby (dont le frère Thomas Broughton (en) est gouverneur de la Caroline du Sud).
Il suit ses études privées dans la province de Caroline du Sud et en Angleterre, réalise des voyages à travers l'Europe, étudie le droit à Inner Temple (Londres) et est admis au barreau britannique en 1752.
Il retourne en Caroline du Sud en 1754, où il pratique le droit, devient un négociant et banquier prospère et gère les vastes plantations de sa famille. En 1774, Peter Manigault est la personne la plus riche des colonies britanniques d'Amérique du Nord.
Il sert à la Chambre des communes de Caroline du Sud à partir de 1755. De 1765 à 1772, il est président de la Chambre. Il s'oppose activement au British Stamp Act de 1765 et est identifié à ce qui devient connu sous le nom de cause patriote.

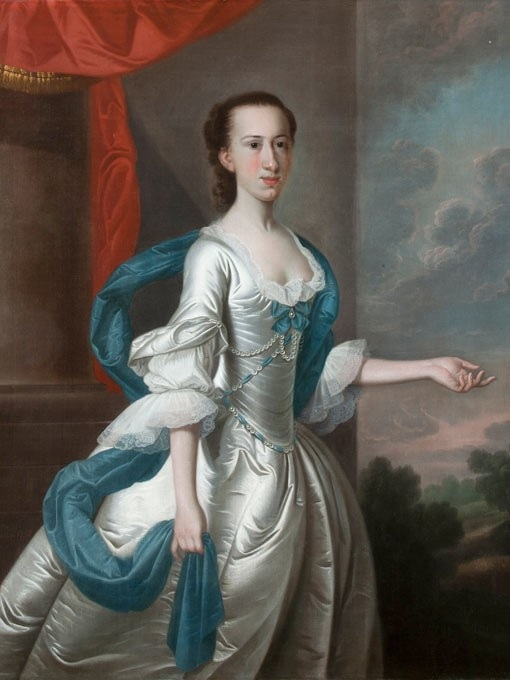
Portrait de sa femme, Elizabeth, vers. 1757, par Jeremiah Theus.

En 1755, il épouse Elizabeth Wragg (en) (1736-1773), fille de Judith (née Dubose) Wragg et de Joseph Wragg (en), l'un des plus grands marchands d'esclaves en Amérique du Nord britannique au cours de sa vie. Ils sont les parents de :
- Gabriel Manigault (en) (1758-1809), architecte, qui épouse Margaret Izard (1768–1824), fille de Ralph Izard
- Anne Manigault Middleton (1762-1811), qui épouse Thomas Middleton (1753-1797)
- Joseph Manigault (1763-1843), qui se fait construire la Joseph Manigault House (en) et épouse Charlotte Drayton (1781-1855)
- Henrietta Manigault Heyward (1769-1827), qui épouse Nathaniel Heyward (1766-1851)

En 1773, la santé de Manigault se détériore et il quitte la Caroline du Sud pour l'Angleterre dans un effort pour trouver un remède. Sa femme meurt le 19 février 1773. La santé de Manigault ne s'améliore pas et il meurt à Londres le 12 novembre 1773. Il est enterré au cimetière de l'église huguenote de Charleston à Charleston.

## Sources
- (en) Cet article est partiellement ou en totalité issu de l’article de Wikipédia en anglais intitulé « Peter Manigault » (voir la liste des auteurs).